# Детский цветник стихов
«Детский сад стихов» — сборник из 64 стихотворений для детей, написанный шотландским писателем Робертом Луи Стивенсоном в 1885 году. Сборник много раз переиздавался, часто в иллюстрированных версиях. Считается одним из самых влиятельных детских произведений XIX века. Стихи, которым впоследствии широко подражали, написаны с точки зрения ребёнка. Стивенсон посвятил книгу няне из своего детства Элисон Каннингем.

## Содержание

### Детский сад стихов
- «Кровать летом»
- «Мысль»
- «На морском побережье»
- «Молодая ночная мысль»
- «Весь долг детей»
- «Дождь»
- «Пиратская история»
- «Чужие земли»
- «Ветреные ночи»
- «Путешествие»
- «Пение»
- «С нетерпением жду»
- «Хорошая пьеса»
- «Куда идут лодки?»
- «Юбки тети»
- «Земля покрывала»
- «Земля Нод»
- «Моя тень»
- «Система»
- «Хороший мальчик»
- «Побег перед сном»
- «Походная песня»
- «Корова»
- «Счастливая мысль»
- «Ветер»
- «Мельница сувениров»
- «Хорошие и плохие дети»
- «Чужие дети»
- «Путешествие Солнца»
- «Фонарщик»
- «Моя кровать — лодка»
- «Луна»
- «Качели»
- «Время вставать»
- «Зазеркалье реки»
- «Сказочный хлеб»
- «Из железнодорожного вагона»
- «Зимнее время»
- «Сеновал»
- «Прощание с фермой»

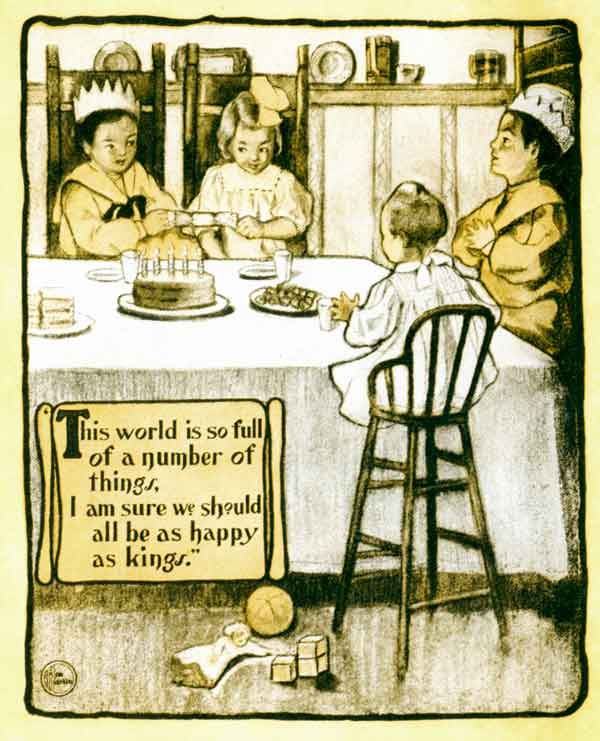
Одно из стихотворений «Счастливая мысль», использованное в «Маленькой книжке для маленького повара», 1905 г.

- «Северо-западный проход: спокойной ночи, марш теней, в порту»

### Ребёнок в одиночестве
- «Невидимый товарищ по играм»
- «Мой корабль и я»
- «Мое королевство»
- «Книги с картинками зимой»
- «Мои сокровища»
- «Блок Сити»
- «Страна сказок»
- «Армии в огне»
- «Маленькая земля»

### Дни сада
- «Ночь и день»
- «Гнездовые яйца»
- «Цветы»
- «Летнее солнце»
- «Немой солдат»
- «Осенние огни»
- «Садовник»
- «Исторические ассоциации»

### Посланники
- «Вилли и Генриетте»
- «Моей матери»
- «К тете»
- «Минни»
- «Моему имени-ребенку»
- «Любому читателю»

## Публикация
Вдохновленный детской книгой 1880 года, сборник первоначально должен был называться Penny Whistles, но в конечном итоге был опубликован издательством «Longmans, Green, & Co» в 1885 году как «Детский сад стихов».

## Адаптации
- В 1922 году ученый-классик Террот Ривли Гловер опубликовал перевод стихов на латынь под названием «Carmina non prius Audita de ludis et hortis virginibus puerisque»[3].
- «Disneyland Records» выпустила пластинку со стихами, положенными на музыку. Гвин Конгер написал музыку, которую исполнили Фрэнсис Арчер и Беверли Джайл[4].
- Итальянский композитор Карло Дери написал в 2005 году песню «The Unseen Playmate» на стихотворение Стивенсона. Эта песня также вошла в одноактную оперу Дери " Маркхейм " (2008)[5].
- Литовский композитор Гедрюс Алкаускас аранжировал пять стихотворений — «Ветер», «Дождь», «Поющие», «Походная песня» и «На берегу моря»[6][7].